# بهير السفلى
بهیر السفلی (ملاثاني) (بالفارسية: بحیر سفلی) هي منطقة سكنية تقع في إيران في قسم ملاثاني الريفي. يقدر عدد سكانها بـ 40 نسمة.